# ساختمان اکسان‌موبیل

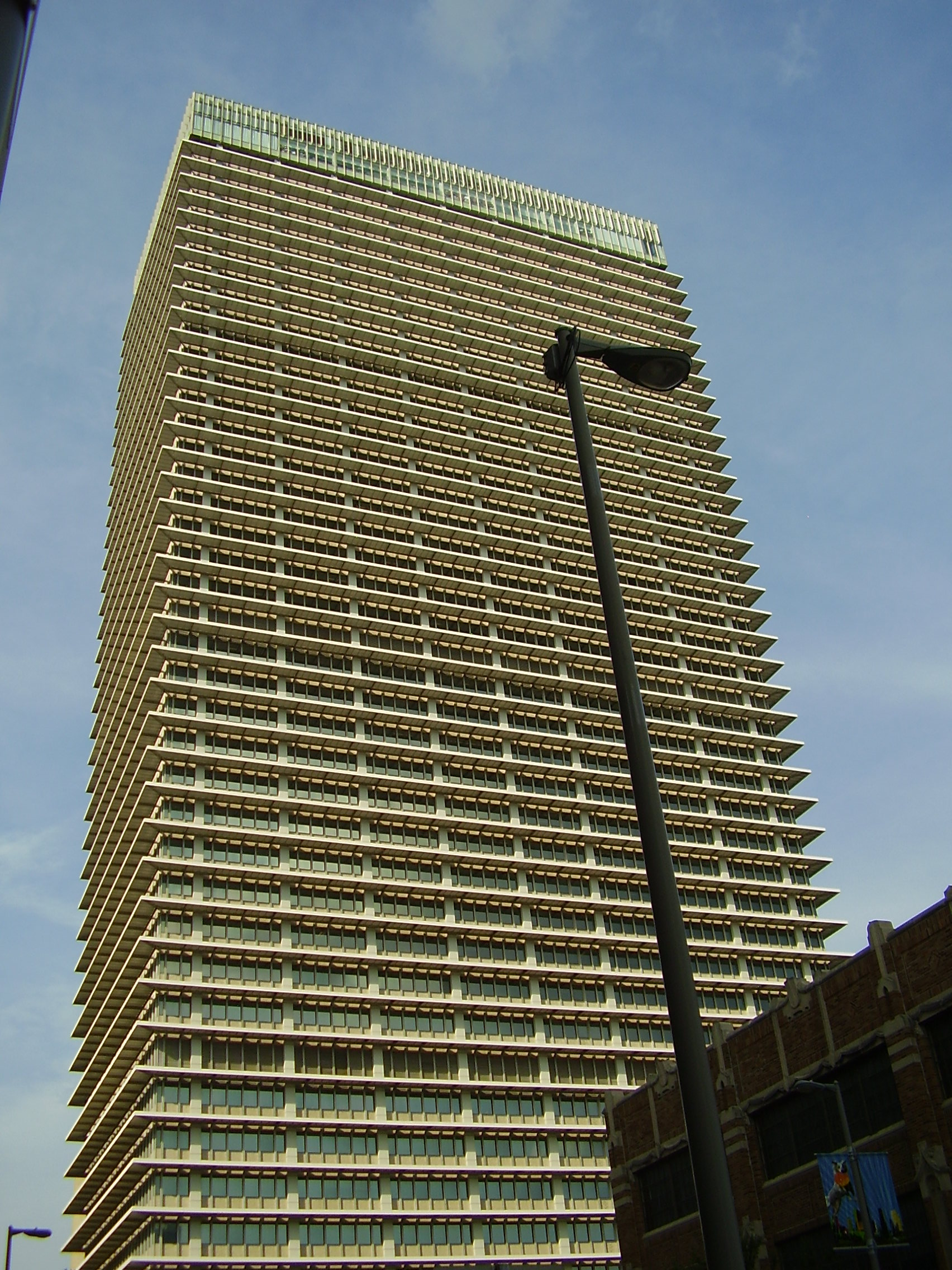

ساختمان اکسان‌موبیل (به انگلیسی: ExxonMobil Building) نام یک برج مرتفع در هیوستون در تگزاس است.
این برج در ۱۹۶۳ ساخته گردید، و ۱۸۵ متر ارتفاع دارد، که در سال ۲۰۰۹ هفدهمین برج بلند شهر بود.
معمار این برج مدرنیستی سبک بین‌المللی، گروه ولتون بکت است.
این ساختمان، متعلق به شرکت اکسان موبیل در هیوستون است.
گفته شده که دو طبقهٔ بالای این ساختمان همواره برای میهمانی‌های اعضای باشگاه نفت شهر (Petroleum Club) رزرو شده است.